# Вальдштадион (Франкфурт-на-Майне)
«До́йче банк Парк» (нем. Deutsche Bank Park, до 1 мая 2005 года — «Вальдштадион» (нем. Waldstadion), «лесной стадион», с 2005 года по 2020 год – «Коммерцбанк-Арена» (нем. Commerzbank-Arena)) — стадион в городе Франкфурт-на-Майне, Германия. Домашняя арена футбольного клуба «Айнтрахт», в 1991—2007 годах также на нём проводила домашние матчи команда по американскому футболу «Франкфурт Гэлакси».
Соглашение с Commerzbank о новом названии арены, заключённое в 2005 году, было рассчитано на 10 лет: суммарные спонсорские выплаты по нему составили около 30 млн евро. После 15-летнего сотрудничества контракт стадиона с Commerzbank истёк летом 2020 года. С 1 июля 2020 года действует новый семилетний контракт стадиона с Deutsche Bank. Многие болельщики по-прежнему называют арену «Вальдштадион». В соответствии с правилами спонсорства УЕФА, во время международных матчей стадион носит название «Франкфурт Арена».
Построенный в 1925 году стадион во франкфуртском лесу, реконструировался для чемпионата мира 1974 года, чемпионата Европы 1988 года и чемпионата мира 2006 года. Фактически современный стадион представляет собой новое, уже четвёртое сооружение на одном и том же месте. Последний проект стадиона был подготовлен архитектурным бюро Майнхарда фон Геркана gmp в 2000 году и реализован в 2002—2005 годах, причём стадион не закрывался на реконструкцию, а возводился постепенно, трибуна за трибуной.
11 сентября 2010 года на стадионе прошёл боксёрский поединок, в котором Владимир Кличко защитил свои титулы IBF, WBO и IBO в тяжёлом весе, нокаутировав в десятом раунде бывшего чемпиона WBC нигерийца Сэмюэла Питера.
У арены есть железнодорожная станция — Frankfurt am Main Stadion.